# Laminatubus alvini
Laminatubus alvini är en ringmaskart som beskrevs av ten Hove och Zibrowius 1986. Laminatubus alvini ingår i släktet Laminatubus och familjen Serpulidae. Inga underarter finns listade i Catalogue of Life.